# Zażalenie
Zażalenie – jednolita nazwa środków odwoławczych od orzeczeń wpadkowych (tzn. nierozstrzygających co do istoty sprawy) stosowanych w różnych postępowaniach (sądowych i pozasądowych).
Instytucja zażalenia jest znana wszystkim systemom prawnym rodziny prawa kontynentalnego, zaś system common law przewiduje środki o podobnej naturze. Dalsze uwagi są oparte na prawie polskim.

## Zażalenie w prawie polskim
Instytucję zażalenia znają wszystkie najważniejsze postępowania w polskim prawie: postępowanie cywilne, postępowanie karne i postępowanie administracyjne. Szczegółowe regulacje w każdej z tych procedur są, oczywiście, odmienne, lecz istota zażalenia jest ta sama. Specyfika zażalenia polega:
- na jego funkcji: służy ono od orzeczeń (nie zaś czynności faktycznych), ale tylko od orzeczeń nie rozstrzygających co do istoty sprawy; z reguły zaskarżeniu zażaleniem podlega rozstrzygnięcie w postaci postanowienia
- na jego skutku: jest ono dewolutywne, to znaczy powoduje rozpoznanie spornej kwestii przez organ wyższej instancji.

Od zasad tych są dość liczne wyjątki: na przykład zażalenie na postanowienie sądu w przedmiocie rozpoznania wniosku o uchylenie lub zmianę środka zapobiegawczego – złożone po upływie co najmniej 3 miesięcy stosowania środka – rozpoznaje ten sam sąd w składzie trzech sędziów (art. 254 § 3 Kodeksu postępowania karnego).

### Zażalenie w postępowaniu cywilnym
Zaskarżeniu za pomocą zażalenia podlegają jedynie niektóre postanowienia sądów powszechnych, tak więc wobec postanowienia sądu polubownego zażalenie nie przysługuje.
Zażalenie jest środkiem odwoławczym od postanowień nierozstrzygających co do istoty sprawy, lecz w kwestiach procesowych (formalnych). Ma charakter suspensywny (wstrzymujący) i względnie dewolutywny. Wnoszone jest do sądu wyższej instancji od postanowień kończących postępowanie w sprawie (np. o odrzuceniu pozwu) i od innych postanowień, jeśli przepis szczególny tak stanowi, a także zarządzeń sądu i przewodniczącego szczegółowo oznaczonych. Dodatkowo zażalenie przysługuje do Sądu Najwyższego od postanowień sądu drugiej instancji odrzucających skargę kasacyjną i skargę o stwierdzenie niezgodności z prawem prawomocnego orzeczenia, a w sprawach, w których przysługuje skarga kasacyjna, od niektórych postanowień kończących postępowanie w sprawie.
W postępowaniu cywilnym zażalenie służy tylko od niektórych nieprawomocnych postanowień wskazanych w odpowiednich przepisach:
- w postępowaniu rozpoznawczym w pierwszej instancji: od postanowień wyliczonych wyczerpująco w art. 394 § 1, 3941a § 1 i 3942 § 11 Kodeksu postępowania cywilnego
- w postępowaniu egzekucyjnym: od postanowień sądu i komornika (w pojedynczych przypadkach wskazanych przez poszczególne przepisy)
- w postępowaniu rozpoznawczym w drugiej instancji: od postanowień sądu drugiej instancji wskazanych w art. 3941 § 1 i § 2 Kodeksu postępowania cywilnego.

Do wniesienia zażalenia uprawniona jest nie tylko strona (uczestnik) postępowania, prokurator, organizacja pozarządowa i interwenient uboczny, jak w przypadku apelacji, lecz również osoba trzecia, której praw dotyczyć może zażalenie: pełnomocnik, świadek, biegły. Termin do wniesienia zażalenia wynosi tydzień od dnia doręczenia stronie odpisu postanowienia z uzasadnieniem, a jeżeli postanowienie nie podlegało uzasadnieniu z urzędu, to od dnia doręczenia uzasadnienia postanowienia. Wymogi dotyczące formy zażalenia są raczej łagodne: musi ono zostać złożone na piśmie, wskazywać zaskarżone postanowienie, zawierać wniosek o jego zmianę lub uchylenie, uzasadnienie oraz, w miarę potrzeby, wskazanie nowych faktów lub dowodów. Od zażalenia jest pobierana opłata sądowa, tak zwany wpis, w wysokości (co do zasady) jednej piątej części wpisu należnego od pozwu (wniosku) wszczynającego daną sprawę.
Zażalenie, o którym mowa w art. 394 § 1 Kodeksu postępowania cywilnego, kieruje się do sądu drugiej instancji, ale wnosi się je do sądu pierwszej instancji, który wydał zaskarżone postanowienie (częstym błędem stron jest wnoszenie zażalenia wprost do sądu drugiej instancji, co zazwyczaj kończy się uchybieniem terminu). Sąd drugiej instancji odrzuca zażalenie spóźnione, nieopłacone lub z innych przyczyn niedopuszczalne, jak również zażalenie, którego braków strona nie usunęła w wyznaczonym terminie. Odrzucenie następuje w drodze postanowienia, wydanego na posiedzeniu niejawnym, na które również służy zażalenie.
Po wniesieniu zażalenia sąd pierwszej instancji doręcza jego odpisy pozostałym stronom (uczestnikom), po czym przedstawia akta sprawy z zażaleniem sądowi drugiej instancji. Każda z pozostałych stron może wnieść odpowiedź na zażalenie wprost do sądu drugiej instancji. Sąd drugiej instancji rozstrzyga o zażaleniu postanowieniem (niezaskarżalnym, co do zasady), wydawanym na posiedzeniu niejawnym, które z urzędu uzasadnia, po czym doręcza stronom odpisy swego postanowienia i zwraca akta sądowi pierwszej instancji.
Jeżeli zażalenie jest oczywiście uzasadnione lub zarzuca zaskarżonemu postanowieniu wydanie w warunkach nieważności, sąd pierwszej instancji może na posiedzeniu niejawnym, nie przedstawiając akt sądowi drugiej instancji, uchylić zaskarżone postanowienie i w miarę potrzeby rozpoznać sprawę na nowo. Od nowo wydanego postanowienia również służy stronom zażalenie.
Sąd może wstrzymać wykonanie zaskarżonego postanowienia do czasu rozstrzygnięcia zażalenia. Tym niemniej postępowanie ulega faktycznemu wstrzymaniu, gdyż sąd nie może procedować bez akt sprawy, które przesyła sądowi wyższej instancji. Fakt ten jest często wykorzystywany do przewlekania postępowania – strona dążąca do zwłoki składa kolejne zażalenia, zmuszając sądy do ich rozstrzygania, co odwleka rozstrzygnięcie co do istoty sprawy.
Zażalenie może zostać cofnięte przez stronę, która je wniosła. W takim przypadku sąd umarza postępowanie zażaleniowe, a zaskarżone postanowienie staje się prawomocne, jeżeli upłynął już termin do jego zaskarżenia.
Zażalenie w postępowaniu cywilnym regulują przepisy art. 394–397 Kodeksu postępowania cywilnego przy odpowiednim zastosowaniu przepisów regulujących apelację (art. 367–391 tego Kodeksu).

### Zażalenie w postępowaniu administracyjnym
W postępowaniu administracyjnym zażalenie służy tylko na postanowienia w przypadkach wyliczonych przez poszczególne przepisy. Zażalenie może wnieść strona. Termin do wniesienia zażalenia wynosi siedem dni od dnia doręczenia stronie postanowienia, a jeżeli postanowienie zostało ogłoszone ustnie, to od dnia ogłoszenia.
Poza tym do zażaleń stosuje się przepisy o odwołaniach od decyzji administracyjnych. Zgodnie z nimi zażalenie nie musi spełniać szczególnych wymogów formalnych, wnosi się je do organu odwoławczego za pośrednictwem organu, który wydał zaskarżone postanowienie, przy czym wniesienie zażalenia nie wstrzymuje wykonania postanowienia (wyjątek: organ, który wydał postanowienie, może wstrzymać jego wykonanie, gdy uzna to za uzasadnione).
Zażalenie w postępowaniu administracyjnym regulują przepisy art. 141–144 Kodeksu postępowania administracyjnego przy odpowiednim zastosowaniu przepisów regulujących odwołanie (art. 127–140 tego Kodeksu).

### Zażalenie w postępowaniu administracyjnosądowym
W postępowaniu administracyjnosądowym zażalenie służy od postanowień wojewódzkiego sądu administracyjnego. Rozpoznaje je Naczelny Sąd Administracyjny. Poza tym postępowanie zażaleniowe toczy się tak samo jak w postępowaniu cywilnym (oczywiście z pewnymi różnicami, dotyczącymi jednak tylko szczegółów).
Zażalenie w postępowaniu administracyjnosądowym regulują przepisy art. 194–197 Prawa o postępowaniu przed sądami administracyjnymi przy odpowiednim zastosowaniu przepisów regulujących skargę kasacyjną (art. 173–193 tego Prawa).

### Zażalenie w postępowaniu karnym
Zażalenie w postępowaniu karnym służy:
- od wszystkich postanowień sądu pierwszej instancji zamykających drogę do wydania wyroku
- od wszystkich postanowień (sądu pierwszej instancji i innych organów procesowych) co do środków zabezpieczających
- od innych postanowień sądu pierwszej instancji w przypadkach wskazanych w przepisach szczególnych, wśród których wyróżnia się zażalenia na postanowienia w przedmiocie środków zapobiegawczych.

W odróżnieniu od innych postępowań zażalenie w postępowaniu karnym służy także na niektóre czynności procesowe niebędące orzeczeniami, na przykład na zatrzymanie oraz czynności związane z przeszukaniem i zatrzymaniem dowodów, a także na zaniechanie tych czynności.
Zażalenie może wnieść strona, a także inna osoba, której postanowienie bezpośrednio dotyczy. Warunkiem dopuszczalności zażalenia jest jednak to, by rozstrzygnięcie bądź ustalenie naruszało prawa skarżącego lub szkodziło jego interesom.
Warunki formalne zażalenia są ograniczone do minimum: skarżący powinien wskazać zaskarżone rozstrzygnięcie lub ustalenie i podać, czego się domaga. Nieco ostrzejsze wymagania stawia się podmiotom fachowym – oskarżycielowi publicznemu, obrońcy i pełnomocnikowi – powinni oni wskazać zarzuty i uzasadnienie.
Zażalenie wnosi się na piśmie do sądu, który wydał zaskarżone rozstrzygnięcie. Jeżeli zażalenie pochodzi od osoby nieuprawnionej, jest spóźnione albo niedopuszczalne, prezes sądu (w praktyce: upoważniony sędzia albo przewodniczący wydziału) w formie zarządzenia odmawia przyjęcia zażalenia. Na to zarządzenie również przysługuje zażalenie.
Zażalenie wnosi się w terminie 7 dni od dnia ogłoszenia postanowienia, a jeżeli postanowienie podlega doręczeniu, to od dnia doręczenia. Wniesienie zażalenia nie tamuje wykonania zaskarżonego postanowienia, jednak sąd, który je wydał (albo sąd odwoławczy), może wstrzymać jego wykonanie.
Sąd pierwszej instancji wraz z aktami sprawy przekazuje zażalenie do rozpoznania sądowi odwoławczemu, może jednak uwzględnić zażalenie, jeżeli orzeka w tym samym składzie, który wydał zaskarżone postanowienie. Sąd odwoławczy rozstrzyga co do zażalenia na posiedzeniu, w którym strony często (choć nie zawsze) mogą wziąć udział – zazwyczaj wtedy, gdy miały prawo wziąć udział również w posiedzeniu sądu pierwszej instancji. Sądem odwoławczym nie zawsze jest sąd wyższego rzędu: po ostatnich nowelizacjach Kodeksu postępowania karnego zażalenia w niektórych sprawach rozpoznaje ten sam sąd w innym składzie.
Sąd odwoławczy pozostawia bez rozpoznania zażalenie pochodzące od osoby nieuprawnionej, spóźnione albo niedopuszczalne oraz cofnięte. Postanowienie o pozostawieniu zażalenia bez rozpoznania jest zaskarżalne zażaleniem do równorzędnego składu sądu odwoławczego.
Przepisy regulujące zażalenia na postanowienia sądu stosuje się odpowiednio do zażaleń na postanowienia innych organów procesowych. Organem odwoławczym od postanowień prokuratora prowadzącego postępowanie przygotowawcze jest sąd właściwy do rozpoznania sprawy, chyba że ustawa stanowi inaczej. Zażalenie na postanowienie prowadzącego postępowanie przygotowawcze, jeżeli nie jest nim prokurator, rozpoznaje prokurator sprawujący nadzór nad postępowaniem.
Zażalenie w postępowaniu karnym regulują przepisy art. 459–467 Kodeksu postępowania karnego, poza tym stosuje się do nich przepisy regulujące ogólnie środki odwoławcze (art. 425–443 tego kodeksu).